# Марихуана в Калифорнии

Марихуана (официальное название — каннабис или конопля)

Марихуа́на (канна́бис или конопля) в Калифорнии разрешена для использования в медицинских целях с 1996 года, а для рекреационного использования психоактивных веществ — с конца 2016 года. В 1972 году была предпринята первая попытка легализации марихуаны. В ноябре 2016 года избиратели Калифорнии все же одобрили Закон об использовании марихуаны в медицинских целях. В результате рекреационной легализации местные органы власти не могут запрещать взрослым выращивать, использовать или перевозить марихуану для личного пользования. Коммерческая деятельность может регулироваться или запрещаться местными органами власти, хотя поставки все же не могут быть запрещены. После рекреационной легализации существующие производители и поставщики медицинского каннабиса должны были зарегистрироваться, соблюдать установленные правила и работать по разрешениям. Более половины некомерческих диспансеров (диспансер — место, регулируемое местным правительством, обычно внутри розничного магазина или офисного здания, в котором человек может покупать каннабис и связанные с ним товары для использования в медицинских или рекреационных целях), законно поставляющих медицинскую марихуану, закрылись. Разрешения розничным магазинам, торгующим каннабисом, выдавались медленно. Многие существующие производители не спешили подавать заявки на разрешения. По оценкам более 60% всего каннабиса потребляемого в Соединенных Штатах Америки поступает из Северной Калифорнии. Экспорт марихуаны в другие штаты остается незаконным, поскольку Управление по борьбе с наркотиками США считает марихуану наркотиком Списка I.
Сокращение незаконной деятельности положительно повлияло на деятельность легальных производителей, которые платят значительные налоги, установленные государственными и местными властями. Многие люди не имеют поблизости розничных магазинов, торгующих каннабисом, поэтому продолжают покупать у нелицензированных продавцов. Незаконное выращивание продолжается в отдаленных сельских районах. Рейды и конфискация правоохранительными органами незаконно выращенного и реализованного каннабиса продолжаются, а в некоторых случаях даже усилились после легализации.
Основными регулирующими органами Калифорнии первоначально были Бюро по контролю за каннабисом (BCC), Департамент продовольствия и сельского хозяйства и Департамент общественного здравоохранения. Их обязанности были объединены и переданы в Департамент по контролю за каннабисом в 2021 году.

### Государственное и местное регулирование
Компании и производители должны иметь лицензию местного органа власти для выращивания, тестирования или продажи каннабиса в каждой юрисдикции. Города и округа (немуниципальные территории) не могут лицензировать ни одну из этих видов деятельности или только некоторые из них. Нелицензионные продажи в итоге сократились, но не так быстро, как ожидалось. Рост легального рынка тормозился, поскольку в большинстве городов и округов не разрешена розничная продажа каннабиса. Высокие налоги являются большой проблемой для лицензированных компаний. Они обеспокоены отсутствием достаточных мер по борьбе с незаконной деятельностью. Поскольку во многих городах и округах запрещена продажа каннабиса в розничных магазинах, законодатели штатов приняли законопроекты, которые разрешают некоторым торговым заведениям данную торговлю, особенно если большинство в этом районе проголосует за легализацию каннабиса в рекреационных целях.
Помимо лицензирования, отрасль находилась под контролем трех различных государственных регулирующих органов. Розничные торговцы, дистрибьюторы и испытательные лаборатории регулировались Бюро по контролю за каннабисом. Выращивание продукции находилось в ведении Департамента продовольствия и сельского хозяйства. А отдел безопасности Министерства здравоохранения занимался производителями продукции. В июле 2021 года все контрольные функции были переданы в Департамент по контролю за каннабисом Калифорнии.
Калифорния запрещает экспорт марихуаны в другие штаты, поскольку Управление по борьбе с наркотиками США считает ее наркотиком Списка 1. По некоторым данным, Калифорния выращивает в пять раз больше продукции, чем ее жители потребляют. По другим оценкам, 80 % урожая вывозится из штата.

#### Хранение
Местные органы власти не могут запрещать взрослым выращивать, использовать или хранить марихуану для личного пользования.

#### Выращивание
Каннабис считается самой крупной товарной культурой в Калифорнии. Закон о качестве окружающей среды Калифорнии (CEQA) требует подробного анализа воздействия хозяйственной деятельности на окружающую среду. К июлю 2019 года по всему штату 208 производителей получили регулярные годовые лицензии. Через 18 месяцев после легализации 1532 производителя все еще работали по временным разрешениям, поскольку они проходили процесс CEQA, требующий большой бумажной работы. Небольшим фермерским хозяйствам было дано пять лет, чтобы они могли закрепиться на рынке, прежде чем большим производителям разрешили выйти на этот рынок. Согласно правилам, производители могут иметь только одну среднюю лицензию, но нет ограничений на количество небольших лицензий, которые может иметь отдельный производитель. Эта лазейка и позволила более крупным производителям работать.

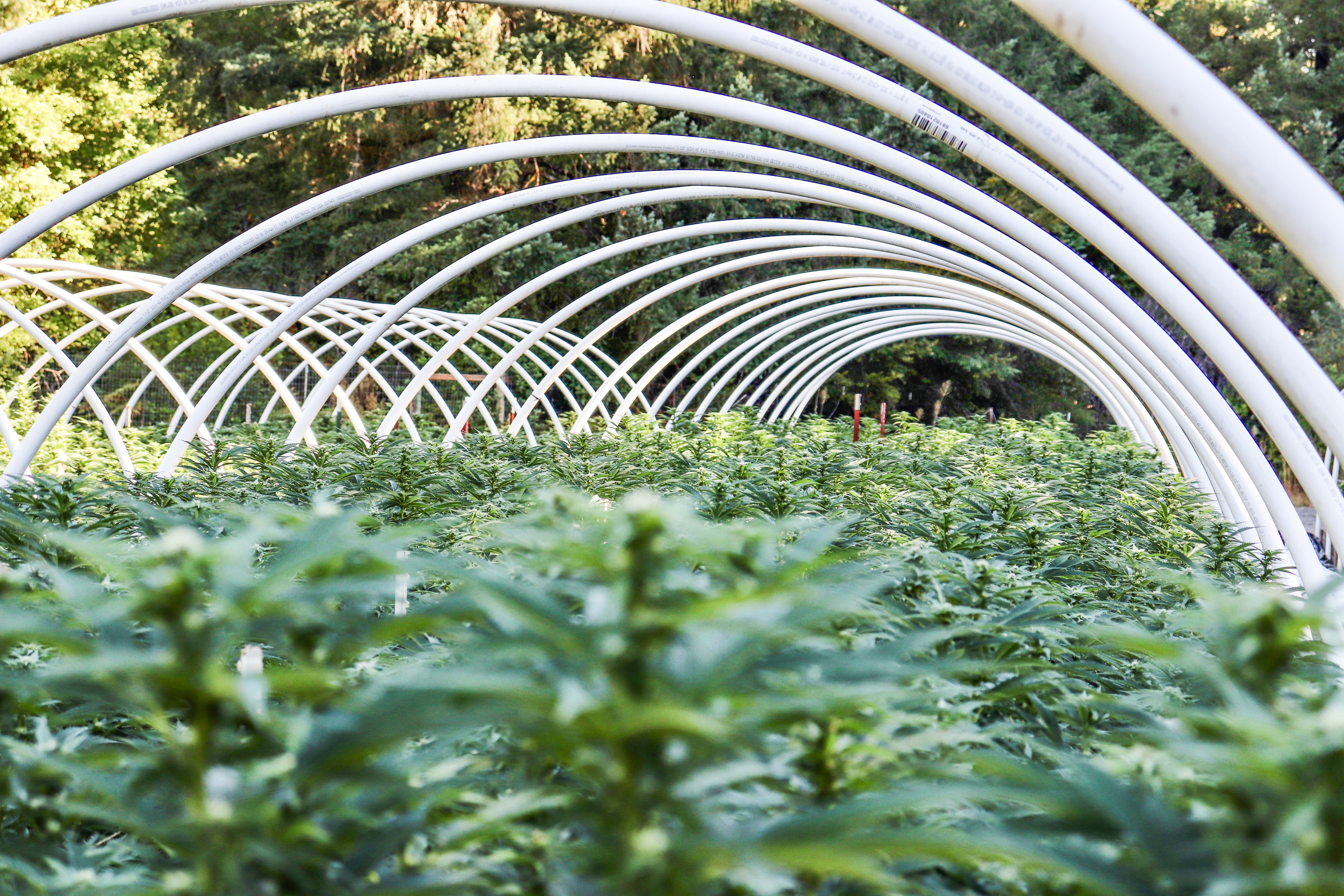
Растения каннабиса

Регистрация и подача заявления на получение лицензии было непростым решением для округов Гумбольдт, Мендосино и Тринити — давно известных как Изумрудный треугольник Северной Калифорнии, поскольку по оценкам 60 или более процентов всего каннабиса, потребляемого в Соединенных Штатах, выращивается именно там. В округе Санта-Барбара выращивание каннабиса заняло теплицы, в которых раньше выращивали цветы. За первые четыре месяца легализации в округе было выдано почти 800 разрешений для землевладельцев — больше, чем в любом округе штата. В округе Калаверас зарегистрировано более семисот разрешений.

#### Рост нарушений
Нелицензионное выращивание продолжается в отдаленных сельских районах и, по сообщениям правоохранительных органов, расширилось. Рейды и конфискация незаконно выращенной продукции правоохранительными органами продолжались, а в некоторых случаях усилились после легализации.

#### Потребление на месте
В июле 2019 года Западный Голливуд утвердил лицензию на потребление каннабиса для каннабис-компании «Lowell Herb Co» (это калифорнийский бренд каннабиса, принадлежащий компании «Lowell Farms»). «Lowell Farms: A Cannabis Cafe» — это первый ресторан каннабиса в Соединенных Штатах, открытый 1 октября 2019 года. В заведении есть цветочное меню и блюда, которые «созданы для того, чтобы получить больше удовольствия от каннабиса». Позже ресторан был переименован в «Original Cannabis Cafe», отделившись от корпоративного бренда «Lowell Farms». Заведение «Seaweed On Ocean» получило лицензию на потребление каннабиса на месте в июле 2018 года в Ломпоке.

#### Розничная торговля и доставка
В сентябре 2019 года 873 продавца каннабиса получили лицензию от государства, в то время как UCBA — объединенная бизнес-ассоциация каннабиса, провела проверку, согласно которой существует примерно 2835 нелицензированных лабораторий и служб доставки. Легальные розничные торговцы говорят, что нелегальный рынок больше, чем они, из-за высоких затрат на разрешения и оплату налогов. Также они жалуются на отсутствие эффективных мер против нелицензированных магазинов. До 2018 года около 2000 некоммерческих диспансеров легально предоставляли медицинскую марихуану. После легализации более 65 % диспансеров закрылись. Розничные магазины марихуаны начали открываться в январе 2018 года. По состоянию на сентябрь 2019 года 187 диспансеров имели временное разрешение города Лос-Анджелес.
В 2018 году в Лос-Анджелесе было принято постановление, ограничивающее рекламу некоторых витрин и рекламных щитов. Результаты исследования показали, что молодые люди, живущие рядом с диспансерами с вывесками на витринах, употребляют марихуану чаще, чем их сверстники и положительно относятся к наркотику.
Во время пандемии COVID-19 многие диспансеры и компании по доставке продолжали работать.

#### Особенные мероприятия
Организаторы фестивалей каннабиса должны получить разрешение от государственных и местных органов власти. Согласно разрешениям, они могут позволить любому человеку от 21 года покупать и курить травку на фестивале. В 2019 году фестиваль музыки и искусства Outside Lands в Сан-Франциско стал первым крупным музыкальным фестивалем, который предложил легальную продажу каннабиса на месте. Эта местность была известна как «Травяные угодья» и в течение трёхдневного мероприятия было продано каннабиса на сумму более 1 миллиона долларов.

### История

#### Конопля промышленная
Каннабис выращивали для получения волокна и веревки еще в 1795 году в Калифорнии, тогда его начали выращивать в Миссии Сан-Хосе при губернаторе Диего де Борика. Каннабис выращивали в нескольких регионах Южной Калифорнии. Калифорния произвела 13 000 фунтов конопли в 1807 году и 220 000 фунтов в 1810 году.

#### Психоактивный каннабис
Первыми, кто выращивал каннабис для рекреационного использования в Калифорнии, были арабы, армяне и турки еще в 1895 году. В отличие от других штатов, где опасения по поводу употребления конопли чернокожими или латиноамериканцами привели к новым ограничениям, Калифорния стала исключением, поскольку она ориентирована на иммигрантов из Южной Азии. Делегат от Калифорнии на Гаагской конвенции писал в 1911 году: «В течение последнего года мы в Калифорнии получили большой приток индусов, а они, в свою очередь, начали испытывать большой спрос на каннабис; это очень нежелательная группа, и эта привычка очень быстро растет».

#### Криминализация

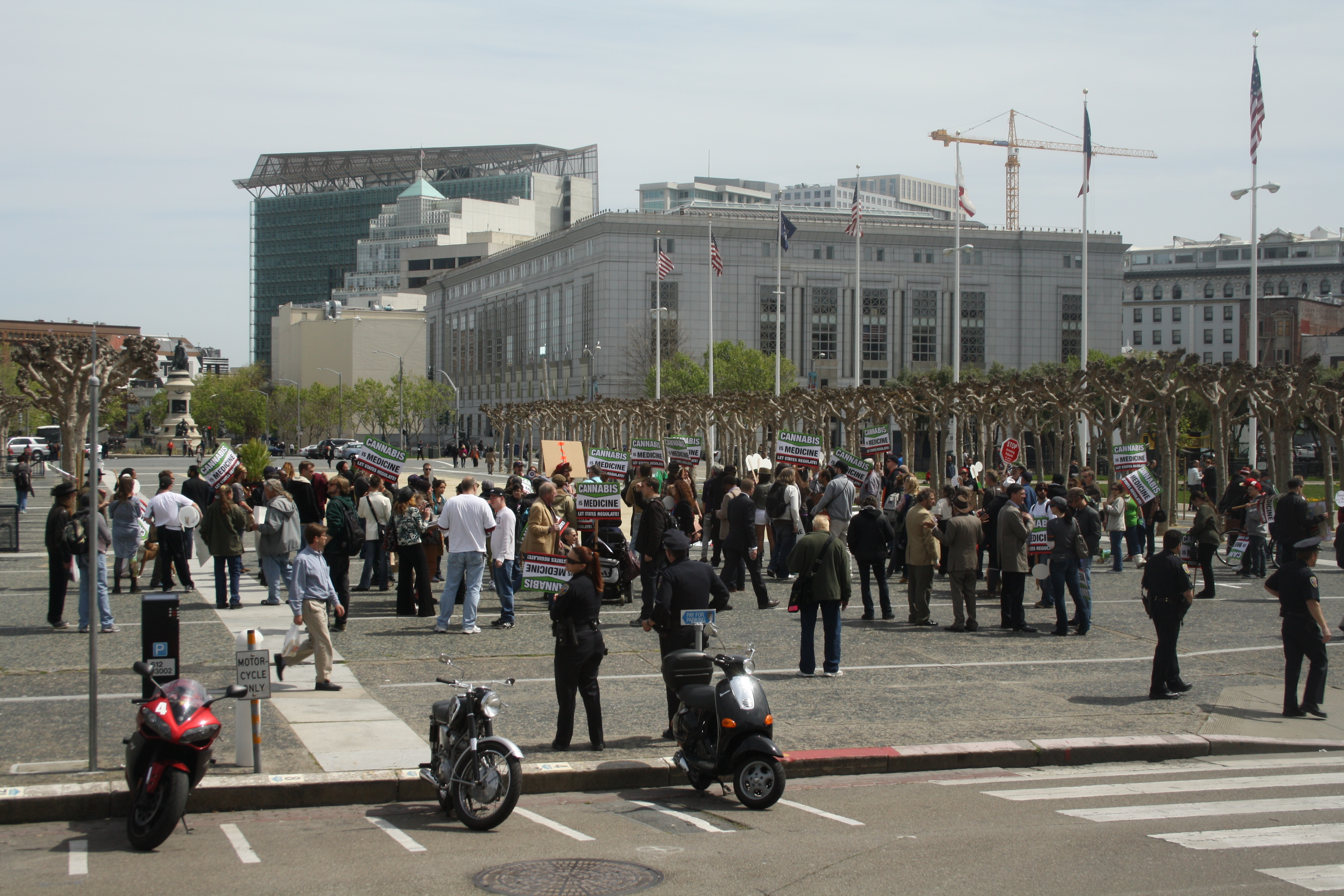
Сан-Франциско, митинг: каннабис — это лекарство

В 1907 году в Калифорнии был принят Закон об отравлении, а в 1913 году была внесена поправка, согласно которой владение «экстрактами, настойками или другими наркотическими препаратами из марихуаны или травы, их препаратами и соединениями» было правонарушением. Нет никаких доказательств того, что закон когда-либо использовался, это была законодательная ошибка, а в 1915 году принята другая поправка, которая запрещала продажу или владение «цветками и листьями, экстрактами, настойками и другими наркотическими препаратами марихуаны или травы (Cannabis sativa), индийской конопли», за исключением рецепта. Оба законопроекта были разработаны и поддержаны Фармацевтическим советом штата Калифорния.
В 1914 году в американско-мексиканском районе Соноратаун в Лос-Анджелесе состоялся один из первых рейдов, в ходе которого был конфискован фургон с каннабисом.
В 1925 году хранение, которое ранее рассматривалось так же, как распространение, стало наказываться лишением свободы сроком до 6 лет, а продажа на черном рынке, которая изначально была проступком, каралась штрафом в размере 100—400 долларов и/или 50-180 днями тюремного заключения; совершившим первое преступление — наказание от 6 месяцев до 6 лет. В 1927 году законы, направленные на борьбу с употреблением опия, были наконец распространены на индийскую марихуану. В 1929 году за повторные преступления наказывали сроками от 6 месяцев до 10 лет. В 1937 году выращивание каннабиса стало отдельным преступлением.
К 1932 году 60 % арестов за наркотики в Лос-Анджелесе были связаны с каннабисом, который считался «гораздо менее серьезным, чем случаи, связанные с морфием». В 1954 году за хранение марихуаны можно было получить от 1 до 10 лет тюремного заключения, а за продажу — от 5 до 15 лет.

#### Популяризация
В 1950-х и 1960-х годах битники, а затем и хиппи экспериментировали с каннабисом, что способствовало росту интереса к этому наркотику. В 1964 году первая группа по легализации каннабиса была сформирована в США, когда был арестован Лоуэлл Эггемайер из Сан-Франциско, а вскоре после этого его адвокат учредил организацию по защите интересов легализации марихуаны — LEMAR. К середине 1960-х в американском журнале «Saturday Evening Post» публиковались статьи, в которых говорилось, что половина студентов колледжей Калифорнии пробовала каннабис.

#### Незаконное выращивание
В 1960—1970-х годах в Калифорнии был разработан метод производства каннабиса sinsemilla («без семян») — это женское растение марихуаны, которое не было оплодотворено, следовательно, не развивает семена и увеличивает свою наркотическую силу.
Приблизительно в 1975 году данную технику начали использовать в округе Гумбольдт, который должен был стать одним из самых известных центров производства каннабиса в стране. К 1979 году 35 % каннабиса, потребляемого в Калифорнии, выращивалось в этом штате, а к 2010 году 79 % каннабиса по всей стране поступало из Калифорнии.

##### Закон Москоне (1975)
Декриминализация каннабиса, при которой хранение в небольших количеств каннабиса рассматривается как гражданское (а не уголовное) правонарушение, была введена в июле 1975 года. Законодательный орган штата принял законопроект Сената 95, Закон Москоне, где установлено, что хранение одной унции (28,5 грамма) марихуаны считается проступком, наказуемым штрафом в 100 долларов с более строгим наказанием за хранение более одной унции, а также хранение на территории школы или выращивание.

##### «Покури косяк, потеряй лицензию»
В 1999 году закончился срок действия закона, согласно которому предусматривалось приостановление действия водительских прав на шесть месяцев за хранение каннабиса или других запрещенных наркотиков. Закон был принят в 1994 году по настоянию губернатора Пита Уилсона, который утверждал, что закон позволит ограничить небезопасных водителей от управления транспортным средством. По данным Калифорнийского Департамента автотранспортных средств, закон приводил к приостановке действия до 100 000 водительских прав в год.

##### Предложение 36 (2000 г.)
Предложение 36 (также известное как Закон о злоупотреблении психоактивными веществами и предотвращении преступлений 2000 года). В нем говорится, что «лица, виновные в первом и втором правонарушении, связанном с наркотиками, должны отправляться на лечение от наркозависимости».

##### Законопроект Сената 1449 (2010 г.)
30 сентября 2010 года губернатор Арнольд Шварценеггер подписал законопроект 1449 Сената штата Калифорния, который дополнительно уменьшил наказание за хранение одной унции каннабиса или меньше — с проступка до нарушения. Закон вступил в силу 1 января 2011 года.

#### Легализация медицинского каннабиса

##### Ранний этап реформ (до 1996 г.)
Движение за легализацию медицинского каннабиса зародилось в Сан-Франциско в начале 1990-х годов. Вскоре движение распространилось по всему штату, позже по всей стране. В ноябре 1991 года избиратели Сан-Франциско призвали законодателей штата принять закон, разрешающий использование каннабиса в медицинских целях. В августе 1992 года была принята резолюция, в которой рекомендовалось полиции и окружному прокурору «сделать низкий приоритет ареста или преследование лиц, причастных к хранению или выращиванию каннабиса для медицинских целей», а также принимать во внимание «письмо от лечащего врача о том, что марихуана может облегчить боль и страдания этого пациента». Это позволило открыть продажу каннабиса для больных СПИДом, в первую очередь через Клуб покупателей каннабиса в Сан-Франциско, которым руководил американский активист и бизнесмен, лидер движения за легализацию каннабиса Деннис Перон. Позже подобные клубы появились за пределами Сан-Франциско. В 1993 року основан Альянс женщин и мужчин за медицинскую марихуану; а в 1995 году — Кооператив покупателей каннабиса Окленда.
Следуя примеру Сан-Франциско и других городов Калифорнии, законодатели штата приняли Совместную резолюцию призывающую федеральное правительство принять закон, позволяющий врачам прописывать каннабис. В 1994 году законодательные органы штата одобрили законопроект 1364 Сената о переклассификации каннабиса как наркотика в Список II. В 1995 году был принят Законопроект 1529, призванный обеспечить защиту пациентов, употребляющих каннабис по рекомендации врача для лечения СПИДа, онкологических заболеваний, глаукомы или рассеянного склероза. Губернатор Пит Уилсон наложил вето на законодательные документы 1364 и 1529.

##### Предложение штата Калифорнии 215
Разочарованные тем, что законопроекты были отклонены, защитники медицинского каннабиса в Калифорнии обратились к избирателям напрямую, собрав 775 000 подписей для принятия инициативы по голосованию в масштабе штата в 1996 году. Предложение Калифорнии 215 или Закон о сострадательном использовании каннабиса 1996 года легализовал использование, хранение и выращивание каннабиса пациентами для лечения онкологических заболеваний, анорексии, СПИДа, хронической боли, спастичности, глаукомы, артрита, мигрени или «любого другого заболевания, от которого марихуана помогает». Закон также разрешил лицам, ухаживающим за пациентами, выращивать каннабис, и призвал законодателей способствовать «безопасному и доступному распределению марихуаны».

##### Законопроект 420 Сената Калифорнии

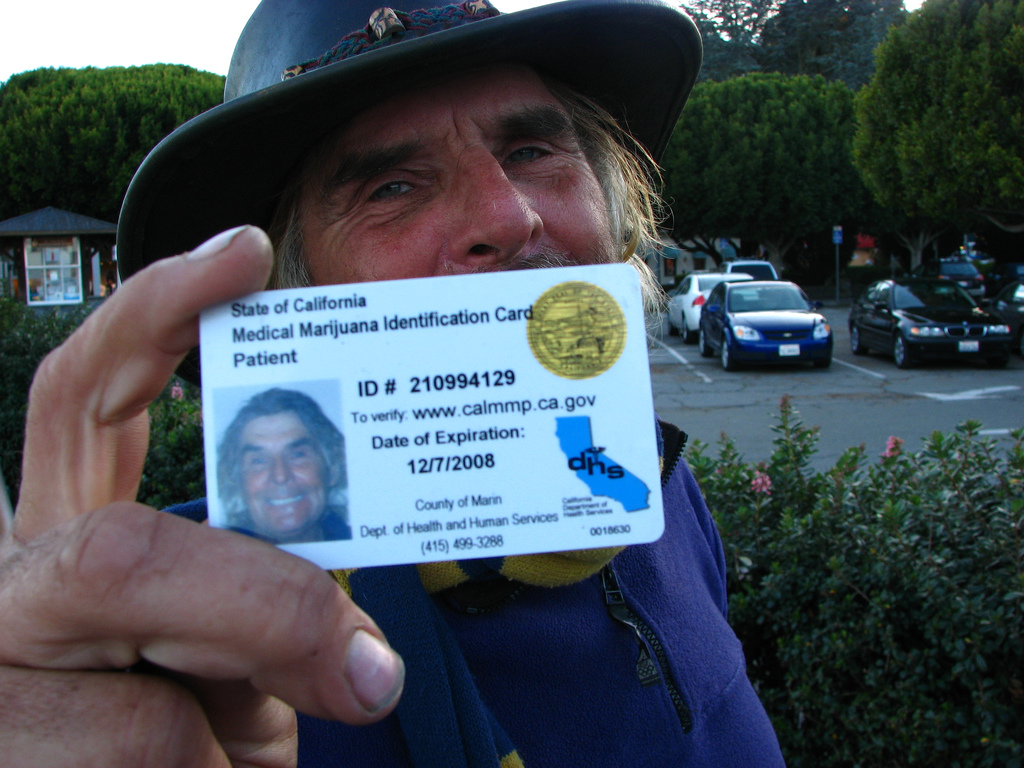
Медицинская каннабис-карта

Расплывчатые формулировки стали серьезной критикой Предложения 215, хотя с тех пор в закон были внесены правки и уточнения. Первое такое законодательное решение было принято в январе 2003 года, когда был принят законопроект 420 Сената (также известный как Закон о программе медицинской марихуаны). Законопроект Сената 420 установил систему идентификационных карт для пациентов употребляющих марихуану и разрешил создание некоммерческих коллективов для обеспечения пациентов каннабисом. Также законопроект 420 не ограничивал количество каннабиса, которое может иметь пациент.

##### Реализация и критика
Калифорния была первым штатом, учредившим медицинскую программу каннабиса, в частности людям предоставляется право получать и употреблять каннабис при любых заболеваниях, если они получили рекомендацию врача. Медицинские идентификационные карты каннабиса выдаются через Программу медицинской марихуаны (MMP) Департамента общественного здравоохранения Калифорнии. Программа началась в трех округах в мае 2005 года и расширилась по всему штату в августе того же года. По состоянию на декабрь 2009 года в 55 округах было выдано 37 236 карточек.
Критики калифорнийской программы медицинского каннабиса утверждали, что эта программа по сути придала каннабису квазизаконность, поскольку «любой может получить рекомендацию врача в любое время и практически при любом заболевании». Стивен Гутвиллиг представитель некоммерческой организации Альянса по наркополитике утверждал, что из-за закона 200 000 пациентов в штате имели безопасный и открытый доступ к медицинской каннабису, без риска ареста.

##### Конфликт с федеральным законом
Хотя Предложение 215 легализовало медицинский каннабис в Калифорнии, на федеральном уровне он оставался запрещенным препаратом Списка I. Министерство юстиции в последующие годы провело многочисленные рейды у поставщиков медицинского каннабиса по всему штату. Кто и где выращивает марихуану, строго регулировалось. Федеральные власти утверждали, что эти предприятия по производству медицинской марихуаны были прикрытием для черного рынка. Рейды и преследования поставщиков каннабиса участились в годы правления Буша и Обамы, пока декабре 2014 года поправка Рорабахера-Фарра не была принята на федеральном уровне (принятие поправки обозначало защиту пациентов, употребляющих медицинский каннабис).
В сентябре 2002 года в Альянсе женщин и мужчин за медицинскую марихуану был проведен рейд. Утром 5 сентября агенты Управления по борьбе с наркотиками ворвались в помещение, уничтожили все растения каннабиса и арестовали владельцев Майка и Валери Коррал. Это вызвало гневную реакцию пациентов, они собрались возле помещения Альянса и требовали освободить задержанных. Рейд вызвал резкую реакцию и со стороны городских властей Санта-Круз, которые через две недели санкционировали мероприятие, на котором пациентам раздали каннабис на входе в мэрию, что привлекло широкое внимание средств массовой информации. Управление по борьбе с наркотиками было «потрясено» этим событием, но не предприняло никаких действий.
Последующий отпор федеральным правоохранительным органам состоялся в июне 2003 года после того, как суд присяжных осудил Эда Розенталя, который подвергся обыску работниками Управления по борьбе с наркотиками в 2002 году за выращивание более 100 растений каннабиса на складе в Окленде. Розенталь был осужден, но дело было сразу пересмотрено. В итоге Розенталь был приговорен только к одному тюремному заключению, которое он уже отбыл.
В июле 2007 года Управление по борьбе с наркотиками приняло новую тактику. Некоторым арендодателям, сдающим в аренду помещения поставщикам медицинского каннабиса в районе Лос-Анджелеса, были отправлены письма, в которых говорилось, что им грозит до 20 лет тюремного заключения за нарушение «закона о наркотиках», а также конфискация их собственности. Эта тактика впоследствии распространилась на другие районы Калифорнии, в то время как рейды Управления по борьбе с наркотиками продолжали расти и в последующие годы.

#### Легализация каннабиса в рекреационных целях

##### Предложение штата Калифорнии 19 (1972 г.)
В 1972 году Калифорния стала первым штатом, проголосовавшим за легализацию каннабиса. Предложение 19, также известное как Калифорнийская инициатива по марихуане, инициировало легализовать использование, владение и выращивание каннабиса, но не позволяло коммерческие продажи. Инициативу возглавляла группа Amorphia, которая была основана в 1969 году и финансировала свою деятельность за счет продажи бумаги для свертывания конопли. В 1974 году Amorphia столкнулась с финансовыми трудностями и стала филиалом Национальной организации за реформу законов о марихуане.

##### Закон о контроле и регулировании каннабиса (2009 г.)
В феврале 2009 года американский политик и активист за права ЛГБТ Том Аммиано представил Закон о контроле и регулировании, который отменяет штрафы за выращивание, хранение и использование марихуаны для лиц в возрасте от 21 года и старше. Когда Комитет общественной безопасности Ассамблеи одобрил законопроект 4 голосами против 3 в январе 2010 года, это стало первым случаем в истории Соединенных Штатов, когда законопроект о легализации марихуаны был принят законодательным комитетом.
Критики, такие как Джон Ловелл, лоббист Калифорнийской ассоциации миротворцев, утверждали, что слишком много людей борются со злоупотреблением алкоголем и наркотиками, и легализация другого вещества, изменяющего сознание, приведет к всплеску его употребления. Сторонники законопроекта утверждают, что легализация снизит преступность.

##### Предложение штата Калифорнии 19 (2010 г.)
В ноябре 2010 года избиратели Калифорнии отклонили Предложение 19 (53,5 % против 46,5 %) инициативу, которая узаконила бы использование, хранение и выращивание каннабиса для взрослых в возрасте 21 года и старше, а также регулировала его продажу аналогично алкоголю. Инициатива столкнулась с жестким сопротивлением со стороны правоохранительных органов штата.

##### Предложение штата Калифорнии 64 (2016)

Предложение 64 (2016) результаты по округам. Округа, получившие большинство голосов «за», отмечены синим цветом, а округа, получившие большинство голосов «против» — желтым.

8 ноября 2016 года Предложение 64 (или Закон об использовании марихуаны взрослыми) было принято, легализировав использование, продажу и выращивание каннабиса в рекреационных целях в Калифорнии для взрослых от 21 года и старше. Инициатива получила наибольшую поддержку от основателя Napster Шона Паркера, который внес более 8,6 миллиона долларов из 25 миллионов долларов, собранных в поддержку инициативы. Вице-губернатор Гэвин Ньюсом был самым высокопоставленным чиновником в штате, поддержавшим эту инициативу; она также была одобрена несколькими крупными газетами штата, включая «Los Angeles Times», «San Francisco Chronicle», «San Diego Union», «Orange County Register» и «The Mercury News».
Сразу после подтверждения результатов голосования в ноябре 2016 года взрослым в возрасте 21 года и старше было разрешено:
- Владеть, транспортировать, обрабатывать, покупать, получать или отдавать без какой-либо компенсации не более одной унции сухого каннабиса или восьми граммов концентрированного каннабиса взрослым в возрасте от 21 года и старше.
- Владеть, сажать, выращивать, собирать урожай, сушить или обрабатывать не более шести живых растений и их продукцию в частном доме, в закрытом помещении, невидимом из обычного обзора, в соответствии со всеми местными постановлениями.
- Курить или глотать каннабис.
- Владеть, транспортировать, покупать, получать, использовать, производить или отдавать принадлежности для каннабиса людям в возрасте от 21 года и старше.

Пользователи не могут:
- Курить каннабис там, где запрещено курить табак.
- Хранить, глотать или курить в пределах 1000 футов от детского сада, школы или молодежного центра в присутствии детей (за исключением частного дома и если дым не виден детьми).[86]
- Производить концентрированный каннабис с использованием растворителей без лицензии в соответствии с главой 3.5 Раздела 8 или Раздела 10 Кодекса бизнеса и профессий.
- Иметь открытый контейнер или принадлежности для марихуаны, находясь на водительском или пассажирском сиденье транспортного средства, используемого для перевозки.
- Курить или глотать марихуану, управляя транспортным средством, используемым для перевозки.
- Курить или глотать марихуану во время езды на пассажирском сиденье или в салоне автомобиля.

Законные продажи для немедицинского использования были разрешены законом с 1 января 2018 года после разработки новых правил на розничном рынке Государственным бюро по контролю за каннабисом. Предложение штата Калифорнии 64 никоим образом не затрагивает, не изменяет и не ограничивает законодательные акты, предусмотренные для медицинского каннабиса в Калифорнии в соответствии с предложением штата Калифорнии 215.

##### Программа наименований каннабиса (CAP)
Основная предпосылка проекта CalCannabis Appellations (CAP) заключается в том, что отличительные качества продукта каннабиса часто связаны с тем, где и как выращено растение. В рамках этого проекта CalCannabis разрабатывает систему наименований на уровне штата, которая позволит квалифицированным лицензированным производителям эффективно передавать информацию о каннабисе (то есть о стандартах, методах и/или используемых сортах) с помощью этикеток, рекламы и других маркетинговых методов.